# NRB日本理容美容専門学校
NRB日本理容美容専門学校（エヌアールビーにほんりようびようせんもんがっこう）は、学校法人岡山学園が運営する大阪府大阪市生野区にある専修学校。
理容師、美容師の資格だけでなく、選択科目によりエステ・ネイル・メイクなどの技能習得のための教育も行っており、トータル的に学ぶことができる。
また、美容科のみだが夜間課程を行っている数少ない美容学校であり、昼間部と同じく2年で卒業することができる。
法制度の変更により、2018年10月より理容師資格または美容師資格を持っている場合、もう一方の資格を1年半で取得をめざすことができる修得者コースを開設。

## 沿革
- 1930　関西理髪学校認可
- 1949　日本理容学校設立。厚生大臣の認可を受け、大阪府八尾市に開校。
- 1952　大阪府の理容学校として初めて学校法人となり　学校法人岡山学園　日本理容美容専門学校となる。同年、現所在地に移転。
- 1955　美容科設立。学校法人岡山学園　日本理容美容専門学校となる
- 1969　鉄筋三階建校舎完成
- 1978　大阪府知事認可の専修学校となる
- 1999　NRB日本理容美容専門学校に校名変更
- 2000　法改定により2年制に
- 2004　天王寺校舎（別棟）完成
- 2015　本校舎リニューアル
- 2018　通信部理容科、美容科修得者コース設置

## 学科
- 昼間部理容科（4月入学/2年制）
- 昼間部美容科（4月入学/2年制）
- 夜間部美容科（4月入学/2年制）
- 通信部理容科（4月入学/10月入学/3年制）
- 通信部美容科（4月入学/10月入学/3年制）
- 通信部理容科修得者コース（10月入学/1年半）
- 通信部美容科修得者コース（10月入学/1年半）

## 所在地
- 〒544-0031 大阪市生野区鶴橋1-6-34

最寄り駅
・近鉄鶴橋駅
・大阪環状線鶴橋駅
・大阪メトロ千日前線鶴橋駅
・JR大阪環状線桃谷駅
各駅から徒歩5分